# ボコすかレシピ
「Z/X -Zillions of enemy X- NF DramaCD (13)「ボコすかレシピ」」は、ブロッコリー発売のトレーディングカードゲーム、Z/X（ゼクス）13枚目のドラマCD。2018年5月20日に発売された。

## ストーリー
赤の他人なのにそっくりな見た目の倉敷世羅（CV. 金元寿子）と黒崎春日（CV. 藤田茜）をＷ主人公にしたハートフルストーリーを展開。
黒崎春日の好物がカスタードプリンであると聞き出した倉敷世羅は、アレキサンダーやガーンデーヴァを巻き込んで、特製カスタードプリンをつくることになる。　
一方、信愛する兄・神門からその仲間たちの生命をすべて奪ってしまおうと画策する黒崎春日は、暗躍を開始していた。

## 収録内容
1. ドラマパート『世羅のお祝い』 [41:48] 
出演 :倉敷世羅／セーラ／倉敷博士（CV. 金元寿子）
黒崎春日（CV. 藤田茜）
黒崎神門（CV. 中村悠一）
アレキサンダー（CV. 檜山修之）
ガーンデーヴァ（CV. 幸村恵理）
蝶ヶ崎ほのめ／蝶ヶ崎博士（CV. 遠藤ゆりか）
2. はぴバースデー [3:12] 
歌 : 倉敷世羅（CV. 金元寿子）、黒崎春日（CV. 藤田茜）
作詞 / 作曲 / 編曲 : 真鍋ひでたか、佐々木貴之、中沢昭宏
3. ドラマパート『春日のお呪い』 [11:39]

## 封入特典
ゼクスカード「迷夢の春日マンモン」 2枚